# كلية غيان
كلية غيان، هي مؤسسة تعليمية جامعية. تأسست عام 1533 في مدينة بوردو في فرنسا.

## تاريخ
درست الكلية الفنون المتحررة، واستندت أفكارها إلى مبادئ النهضة الإنسانية التي امتدت على بداية العصر الحديث. فكانت مبشرة لنظام تعليمي، يقوم على ترك الحرية للطلبة في اختيار أفكارهم وغض الطرف عن الآراء المخالفة من أتباع الحركة البروتستانتية، وهذا، ما جعل القائم على إدارتها، يصبح «أعظم مدير في فرنسا.»

## أعلام
ارتاد الكثير من المفكرين هذه الكلية، بمن فيهم المؤرخ اسكاليجيه والكاتب ميشيل دي مونتين. ومن الأساتذة الذين درسوا هناك جورج بيوكانان وكورديريوس وروبرت بالفور وغيرهم.

## وصلات خارجية
- وثائق حول هذه الكلية نشرت من قبل إرنست غوليير